# رصيف الذاكرة
رصيف الذاكرة مسلسل درامي سوري من نوع الاجتماعي للمخرج سامي الجنادي بدأ عرضه على قناة أبوظبي دراما في تاريخ 7 يناير سنة 2008م واستمر عرضه ويتألف المسلسل من 30 حلقة 

## قصة المسلسل
يتناول العمل عبر رحلة في الذاكرة مجموعة قصص لشباب لتعرف عليهم كيف كانوا وأين أصبحوا، وما الذي حل بمشاريعهم وأحلامهم وعلاقاتهم الإنسانية، من خلال شخصية موسيقي يعيش في قرية تكاد تكون منسية، حتى أن عالمه الموسيقي يكاد يكون قطعة من الماضي، ونتيجة أحداث معينة يعيد هذا الموسيقي علاقته بالآلة الموسيقية 

## بطولة
- أيمن زيدان
- عامر علي
- دينا هارون
- شادي زيدان
- لورا أبو أسعد
- محمد حداقي
- روعة ياسين
- فادي صبيح
- كندة حنا
- محمد آل رشي
- رنا شميس
- علاء قاسم
- شكران مرتجى[3]